# Mistrovství Československa v jízdě na saních 1983
Mistrovství Československa v jízdě na saních 1983 se konalo v Tatranské Lomnici 9. a 10. února 1983.

## Výsledky
| Disciplína       | Zlato                                     | Stříbro                                                | Bronz                           | 4. místo                    | 5. místo                     | 6. místo                             |
| Muži jednotlivci | Petr Urban Dukla Liberec 2:22.41          | Martin Förster Smržovka 2:22.98                        | Bím Dukla Liberec 2:23.32       | Kraus Dukla Liberec 2:23.77 | Vlček Ještěd Liberec 2:24.06 | Jindřich Zeman Dukla Liberec 2:24.39 |
| Ženy jednotlivci | Jana Horanová Vysoké Tatry 2:25.27        | Bakalová Ještěd Liberec 2:25.66                        | Chroustovská Smržovka 2:28.62   | Kačurová Smržovka 2:28.89   | Hujerová Smržovka 2:29.33    | Jakoubeová Smržovka 2:33.42          |
| Dvojice muži     | Petr Urban Frydrych Dukla Liberec 1:25.67 | Stanislav Ptáčník Martin Förster Dukla Liberec 1:25.76 | Bím Kraus Dukla Liberec 1:26.79 |                             |                              |                                      |